# Gortva
Gortva é um município da Eslováquia, situado no distrito de Rimavská Sobota, na região de Banská Bystrica. Tem 9,63 km² de área e sua população em 2018 foi estimada em 522 habitantes.

## Demografia
| Ano:        | 1994 | 2004    | 2014   | 2024    |
| ----------- | ---- | ------- | ------ | ------- |
| Broj ljudi: | 428  | 518     | 543    | 472     |
| Razlika:    |      | +21,02% | +4,82% | -13,07% |

| Ano:               | 2023 | 2024   |
| ------------------ | ---- | ------ |
| Número de pessoas: | 461  | 472    |
| Diferença:         |      | +2,38% |